# Ersin Zehir
Ersin Zehir (Lübeck, 15 januari 1998) is een Duits-Turks voetballer die als middenvelder voor onder andere FC Dordrecht speelde.

## Carrière
Ersin Zehir speelde in de jeugd van SC Rapid Lübeck, Türkischer SV Lübeck, VfB Lübeck en FC St. Pauli. Hier debuteerde hij op 21 april 2018 in de met 3-1 verloren uitwedstrijd tegen SSV Jahn Regensburg. Hij kwam in de 83e minuut in het veld voor Johannes Flum. In het seizoen erna, 2018/19, kwam hij regelmatig als invaller in het veld en mocht hij ook een paar keer in de basisopstelling beginnen in de 2. Bundesliga. In deze periode verlengde St. Pauli zijn contract tot medio 2023. Na dit seizoen kwam hij echter minder in actie en in het seizoen 2020/21 werd hij aan zijn oude club VfB Lübeck verhuurd. Na het einde van deze verhuurperiode werd besloten zijn contract bij St. Pauli te ontbinden.
Hierna maakte hij de overstap naar Antalyaspor, waar hij in de met 5-0 gewonnen bekerwedstrijd tegen Diyarbekirspor debuteerde. Ook mocht hij tweemaal invallen in de Süper Lig. In de tweede seizoenshelft werd hij verhuurd aan FC Dordrecht. Hij debuteerde in de Eerste divisie op 17 januari 2022, in de met 2-0 gewonnen thuiswedstrijd tegen Jong AZ. In de wedstrijd erna, die met 0-4 werd gewonnen van Jong FC Utrecht, scoorde hij zijn enige doelpunt voor Dordrecht. Na het einde van zijn verhuurperiode vertrok hij transfervrij naar Tuzlaspor. Na een maand werd zijn contract hier al ontbonden zonder dat hij een wedstrijd speelde.

### Statistieken

#### Beloften
| Seizoen                        | Club            | Land            | Competitie        | Competitie | Competitie | Totaal | Totaal |
| Seizoen                        | Club            | Land            | Competitie        | Wed.       | Dlp.       | Wed.   | Dlp.   |
| ------------------------------ | --------------- | --------------- | ----------------- | ---------- | ---------- | ------ | ------ |
| 2017/18                        | FC St. Pauli II | Duitsland       | Regionalliga Nord | 20         | 4          | 20     | 4      |
| 2018/19                        | FC St. Pauli II | Duitsland       | Regionalliga Nord | 7          | 1          | 7      | 1      |
| 2019/20                        | FC St. Pauli II | Duitsland       | Regionalliga Nord | 14         | 1          | 14     | 1      |
| Totaal beloften                | Totaal beloften | Totaal beloften | Totaal beloften   | 41         | 6          | 41     | 6      |
| Bijgewerkt op 28 december 2022 |                 |                 |                   |            |            |        |        |

#### Senioren
| Seizoen                        | Club            | Land            | Competitie      | Competitie | Competitie | Beker | Beker | Totaal | Totaal |
| Seizoen                        | Club            | Land            | Competitie      | Wed.       | Dlp.       | Wed.  | Dlp.  | Wed.   | Dlp.   |
| ------------------------------ | --------------- | --------------- | --------------- | ---------- | ---------- | ----- | ----- | ------ | ------ |
| 2017/18                        | FC St. Pauli    | Duitsland       | 2. Bundesliga   | 2          | 0          | 0     | 0     | 2      | 0      |
| 2018/19                        | FC St. Pauli    | Duitsland       | 2. Bundesliga   | 17         | 0          | 0     | 0     | 17     | 0      |
| 2019/20                        | FC St. Pauli    | Duitsland       | 2. Bundesliga   | 2          | 0          | 0     | 0     | 2      | 0      |
| 2020/21                        | FC St. Pauli    | Duitsland       | 2. Bundesliga   | 0          | 0          | 0     | 0     | 0      | 0      |
| 2020/21                        | → VfB Lübeck    | Duitsland       | 3. Liga         | 30         | 6          | 0     | 0     | 30     | 6      |
| 2021/22                        | Antalyaspor     | Turkije         | Süper Lig       | 2          | 0          | 1     | 0     | 3      | 0      |
| 2021/22                        | → FC Dordrecht  | Nederland       | Eerste divisie  | 16         | 1          | 0     | 0     | 16     | 1      |
| 2022/23                        | Tuzlaspor       | Turkije         | 1. Lig          | 0          | 0          | 0     | 0     | 0      | 0      |
| Totaal senioren                | Totaal senioren | Totaal senioren | Totaal senioren | 69         | 7          | 1     | 0     | 70     | 7      |
| Carrièretotaal                 | Carrièretotaal  | Carrièretotaal  | Carrièretotaal  | 110        | 13         | 1     | 0     | 111    | 13     |
| Bijgewerkt op 28 december 2022 |                 |                 |                 |            |            |       |       |        |        |